# Cyclocephala guianae
Cyclocephala guianae är en skalbaggsart som beskrevs av S. Endrödi 1969. Cyclocephala guianae ingår i släktet Cyclocephala och familjen Dynastidae. Inga underarter finns listade i Catalogue of Life.